# Sustav prividne mreže
Sustav prividne mreže (engl. Overlay) je temeljni sloj upravljanja računalnom infrastrukturom u razvojnoj okolini PIE. Osnovna zadaća ovog sustava jest virtualizacija fizičke mreže Internet u logičku mrežu. Radi ostvarenja međusobna komunikacije, sva računala raspodijeljenog sustava koriste prividnu mrežu. Sustav prividne mreže ostvaruje prividni komunikacijski prostor povrh fizičke računalne mreže. Računala koja su unutri prividne mreže nazivamo čvorovima, a čvorovi 
sadrže postavljene primjenske usluge. Otkrivanje i postavljanje usluga na čvorovima prividne mreže omogućava sustav za upravljanje uslugama.  Potporu izgradnji i izvođenju raspodijeljenih programa koji koriste usluge kao osnovne gradivne elemente, pruža sustav za upravljanje raspodijeljenim programima. Zaštitu prividne računalne okoline pruža sustav za nadziranje pristupa. Korisnici sustavu pristupaju koristeći mrežno grafičko sučelje. Unutar prividne mreže komunikacija se ostvaruje uporabom logičkih adresa, koje su jedinstvene svakom računalu u prividnoj mreži, čime sustav više nije ovisan o domenskom sustavu DNS.